# National Soccer Stadium (Samoa)
Il National Soccer Stadium si trova in Apia, Samoa. È lo stadio nazionale e la casa della nazionale della squadra di calcio di Samoa. Lo stadio ha la capacità di contenere circa 3.500 persone.